# 김양호 (정치인)
김양호(金良鎬, 1961년 12월 1일 ~ , 강원도 삼척시)는 대한민국의 정치인이다. 제7·8대 강원도 삼척시장, 제7·8대 강원도의원을 지냈다.

## 학력
- 삼척서부국민학교
- 삼척중학교
- 삼척고등학교
- 강원대학교 법과대학 행정학과 졸업

## 경력
- 1995 ~ 2006 삼척시청 비서실장
- 삼척시 모범운전자회 고문
- 민주평화통일자문회의 자문위원
- 강원도 지역혁신협의회 위원
- 남북강원도교류협력위원회 위원
- 민생114 강원도의회 연구회 회원
- 미래인재육성재단 이사
- 강원발전연구원 이사
- 강원도체육회 이사
- 한나라당
- 2006.07 ~ 2010.06 제7대 강원도의회 의원(초선, 삼척시 제1선거구)
  - 2006.07 ~ 2008.06 제7대 강원도의회 전반기 기획행정위원회 위원
  - 2006.10 ~ 2007.06 제7대 강원도의회 예산결산특별위원회 위원
  - 제7대 강원도의회 송전탑피해대책특별위원회 부위원장
  - 2008.07 ~ 2010.06 제7대 강원도의회 후반기 기획행정위원장
- 2010.07 ~ 2014.03 제8대 강원도의회 의원(재선, 삼척시 제1선거구)
  - 2010.07 ~ 2014.03 제8대 강원도의회 전반기 사회문화위원회 위원
- 2014.07 ~ 2022.06 제7·8대(민선 6·7기) 강원도 삼척시장(재선)
- 2008 ~ 2018.03 무소속
- 2018.03 ~ 더불어민주당

## 역대 선거 결과
|  | 43.88% |

|  | 51.92% |

|  | 62.44% |

|  | 61.80% |

|  | 46.61% |

| 전임 김대수 | 제7·8대 강원도 삼척시장 2014년 7월 1일 ~ 2022년 6월 30일 | 후임 박상수 |